# Andy Jones
Andrew Francis Jones, meglio conosciuto come Andy Jones (Anchorage, 21 aprile 1985), è uno stuntman e tuffatore statunitense, specializzato dalle grandi altezze.

## Biografia
Nato a Anchorage, in Alaska, comincia l'attività di tuffatore alle scuole superiori.
In gioventù ha subito un grave infortunio tuffandosi: si è incrinato delle costole ed ha avuto un’emorragia esofagea. Nel maggio 2015 ha riportato dei danni ai nervi del plesso brachiale che hanno lasciato intorpidito il suo braccio per tre settimane. È stato soccorso dai sub presenti alle competizioni per le emergenze.
È stato convocato in nazionale dal 2014. Ai mondiali di Kazan' 2015 si è classificato 5º nelle grandi altezze.
Ai mondiali di Budapest 2017, si è piazzato 4º nelle grandi altezze, terminando dietro al connazionale Steven LoBue, al ceco Michal Navrátil ed all'italiano Alessandro De Rose.